# Rudeau-Ladosse
Rudeau-Ladosse è un comune francese di 177 abitanti situato nel dipartimento della Dordogna nella regione della Nuova Aquitania.

## Società

### Evoluzione demografica
Abitanti censiti